# 清水斷崖
清水斷崖是位於臺灣花蓮縣秀林鄉的海岸斷崖，是蘇花公路和仁（或和中）至崇德路段著名的旅遊景點，戰後曾被選為臺灣八景之一，2013年被列入台灣十大地景之一。
約九百萬年前，歐亞板塊與菲律賓板塊發生碰撞，而且不斷隆起，加上豐沛的雨水，上覆的岩層受風化侵蝕作用剝失，深處的大理岩和片麻岩於是逐漸抬升露出地表。這些岩石的岩性均是緻密、堅硬而不易崩落，故能維持陡峭壁立的山壁。加上臺灣東部的地殼隆升快速，造成在短距離內即急速拔升的情形。再受到強烈的海蝕作用，坡度極陡，幾近垂直，這便是臺灣八景之一的清水斷崖形成的原因。

## 地理

### 位置及地形

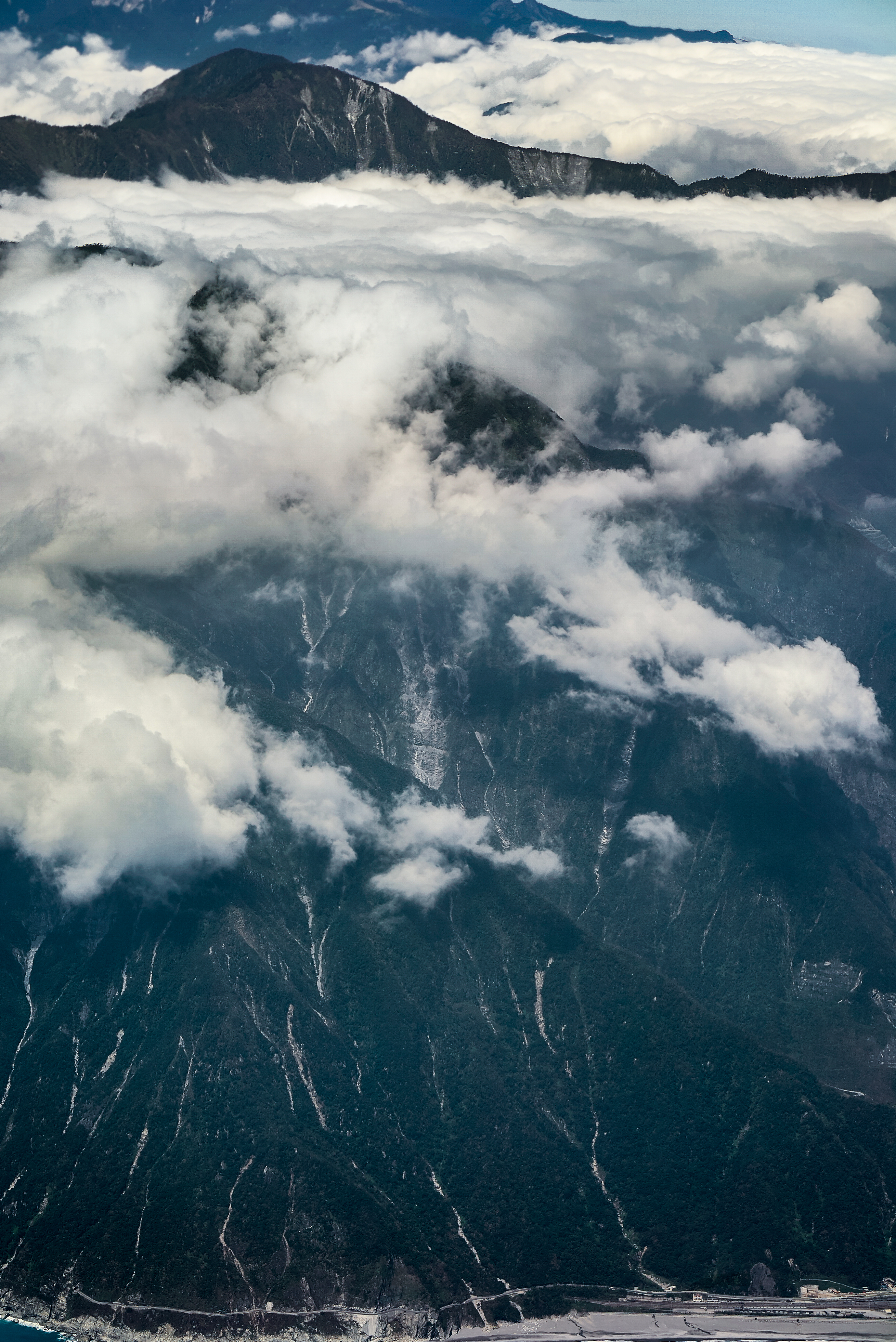
清水山與底下的清水斷崖。

清水山位於花蓮縣秀林鄉，海拔2408公尺，東側由岩崖陡落於太平洋成為清水斷崖。清水斷崖共分成三段，由北向南依序為和仁斷崖（卡那岡斷崖）、清水斷崖與崇德斷崖（石硿仔斷崖、得其黎斷崖）。其範圍北起於和仁臨海短隧道，該處設有太魯閣國家公園和仁界碑，南迄於崇德隧道南口，總長約12公里。
除蘇花公路橫亙於斷崖上，北迴鐵路及蘇花改則採隧道方式通過。但亦有將清水斷崖分四段，將其北方之和中斷崖（姑姑子斷崖）納入，這四段的總長則達21公里。姑姑子斷崖位於蘇花公路和中至和仁路段，從和平隧道北口至良里溪，該路段留有象鼻隧道，並印製於1961年臺灣銀行壹元紙鈔上。
清水斷崖不僅是太魯閣國家公園轄下景點，亦為秀林鄉轄下之和平村與崇德村境內景點。自良里溪沖積出和仁沖積扇（或和平隧道）北口開始，一直往南到崇德隧道通過之後，抵達立霧溪沖積平原（德惠橋處），該處已結束斷崖景觀，為立霧山下的崇德聚落。斷崖之上除立霧山，還有千里眼山、右岸山、清水山，其中清水山夏季攔截東面而來太平洋水氣所形成的雲霧，因此斷崖上方常見雲霧繚繞。

### 地質
清水斷崖的生成在南澳造山運動，因受到菲律賓板塊與歐亞大陸板塊持續碰撞擠壓下被抬升而成斷層線崖。在海平面上露頭的地層，是由變質石灰岩（大理岩）、片麻岩和綠色片岩構成，在地質圖上歸類為大南澳變質雜岩區。由於世界甚少有極大落差的海岸斷崖，「崖高谷深」的自然景觀，使清水斷崖成為世界罕見之海岸斷崖。清水斷崖沿岸受太平洋的海水不斷拍擊侵蝕，以及其上的岩壁受到地震、颱風等自然營力，崩解墜落至坡腳或海中，使斷崖與海灘之間留有大小不等的大理石堆積。

### 範圍
由北至南分別為:
1. 姑姑子斷崖（和中斷崖）：從台九丁線和平隧道北口至良里溪（飛田盤山、金雁山）的路，印製於1961年臺灣銀行壹元紙鈔的象鼻隧道即在此處。[11]
2. 和仁斷崖（卡那岡斷崖）：由和仁臨海短隧道（太魯閣國家公園和仁界碑）至大清水溪（大清水遊憩區），途中仁清隧道北口處有特殊屏風岩[12]。為目前最完整仍在通車之斷崖路段，和仁臨海短隧道也是目前蘇花公路唯一仍使用中的日治時期建造之隧道。
3. 清水斷崖（大清水溪至石硿仔〈匯德隧道北口〉）：為陡峭及落差最大之處，故以清水斷崖為總稱。
4. 崇德斷崖（石硿仔斷崖、得其黎斷崖）：石硿仔（匯德隧道北口）至德惠橋（崇德隧道南口），此處原有蘇花公路舊路段經過（清水隧道），因匯德隧道開通後將此路段改為匯德景觀步道（小清水遊憩區）。

## 照片集

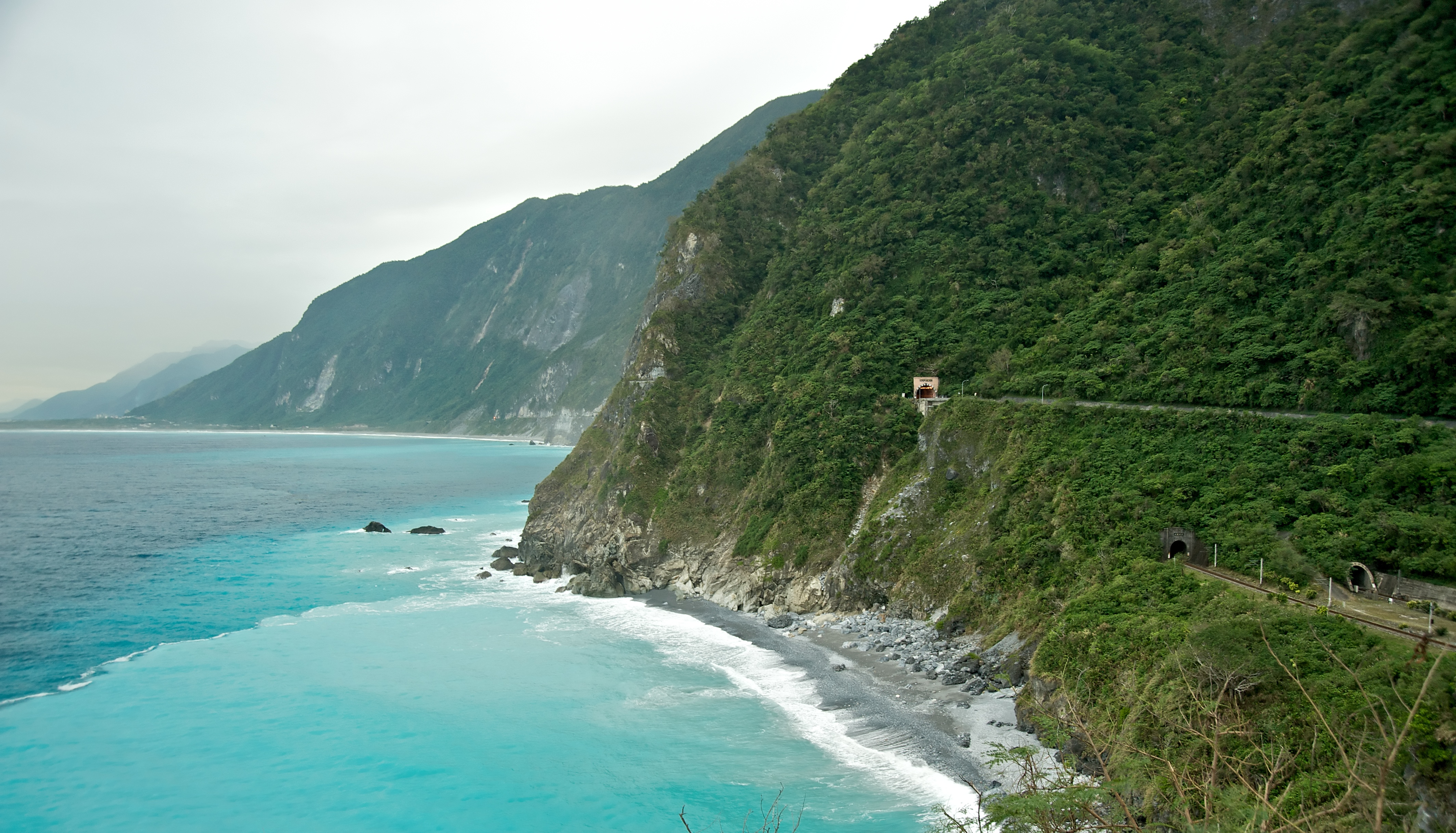
從大清水溪出海口所見的清水斷崖
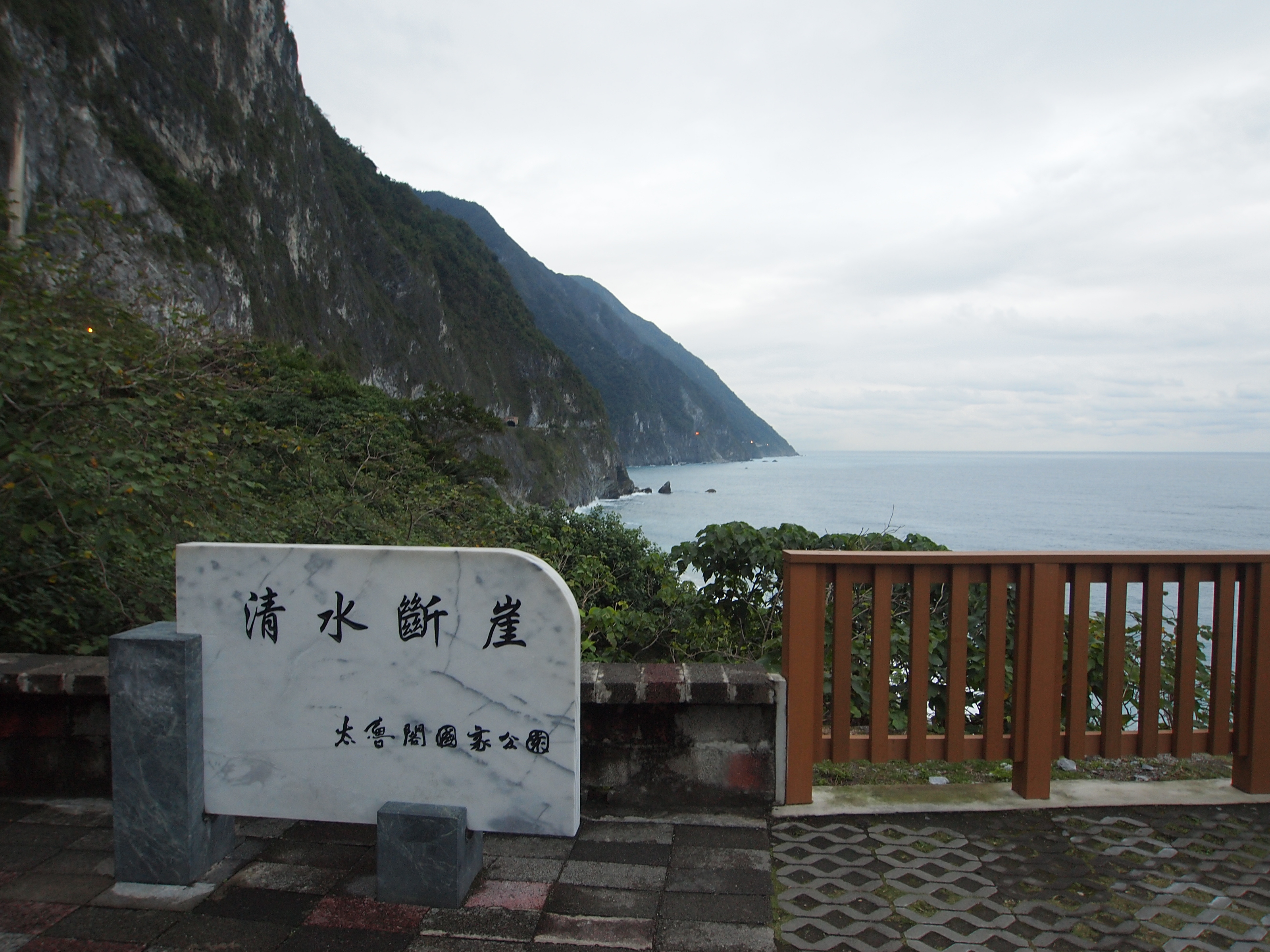
太魯閣國家公園設立的清水斷崖標牌

## 另見
- 台九線
- 蘇花古道
- 東台灣臨海道路 - 臺灣畫家陳澄波在1930年以清水斷崖為主題的油畫作品

## 外部連結
- 清水斷崖 交通部觀光局 （页面存档备份，存于）
- 清水斷崖－太魯閣國家公園 （页面存档备份，存于）
- 匯德步道－太魯閣國家公園 （页面存档备份，存于）
- 崇德步道－太魯閣國家公園 （页面存档备份，存于）
- 公路步道開放－太魯閣國家公園 （页面存档备份，存于）